# 生島足島神社
36°21′38″N 138°13′05″E / 36.3605°N 138.218°E
生島足島神社（日语：／ Ikushimatarushima-jinja */?）是日本長野縣上田市下之鄉中池西的神社，社格是名神大社、國幣中社和別表神社，祭神是生島大神和足島大神。氏子方面，根據《神社名鑑》和《全國神社名鑒》記載有270戶，崇敬者則有15萬人。
文化財方面，「生島足島神社本殿內殿」、「生島足島神社攝社諏訪社本殿」和「生島足島神社文書」是日本遺產「貫通龍脈『太陽與大地的聖地』 ～與龍共存的小鎮信州上田和鹽田平～」（レイラインがつなぐ「太陽と大地の聖地」 ～龍と生きるまち　信州上田・塩田平～）的組成部分之一。
其中「生島足島神社文書」為重要文化財，「生島足島神社本殿內殿」和「生島足島神社攝社諏訪社本殿以及門」則是長野縣寶，同為長野縣寶的尚有「生島足島神社歌舞伎舞台」，「木造狛犬」、「鐵製湯釜」和「下之鄉三頭獅子」則是上田市指定文化財。

## 位置與名稱
神社位於鹽田平東部，距離下之鄉站約500米處，行政區劃方面原屬信濃國小縣郡安宗鄉，後為鹽田鄉、下之鄉村、東鹽田村和鹽田町，大字是下之鄉，字是中池西。名稱方面，神社在中世時有諏訪明神、下之鄉上下宮、諏訪法性大明神或下之郷明神等稱呼，生島足島神社的名稱始於寬政11年（1799年），由吉田家命名，生島大神和足島大神均是宮中二十二神之一，作為國魂神被勸請至此，為極少數以兩神為祭神的神社，以近畿地方為中心的話只有數座神社，東日本則僅有此神社與宮中三殿。

## 歷史
神社的創建時期雖然不明，不過根據神社說法，可以追溯至神代，當時生島大神和足島大神已經鎮座於當地，建御名方富命在前往諏訪時曾經煮粥並且獻予兩神。另外，《日本歷史地名大系》稱神社是由科野國造多氏、其子孫金刺氏和他田氏從宮中勸請而來，基於《先代舊事本紀》記載，神八井耳命在崇神天皇時期就任為科野國造，因此也有社殿在此時創建的說法。此外，《長野縣町村誌》稱神社原本位於泥宮，後來才遷至下之鄉。
神社在文獻上最早見於《新抄格敕符抄》，記載其在獲給予封戶一戶。天安3年正月27日（859年3月5日），根據《日本三代實錄》記載，神社獲授予從四位上的神階，同年2月11日（3月18日）升至正四位下，神社在《延喜式神名帳》中也獲列為名神大社。建治年間（1275年至1278年），神社獲北條國時興建社殿，也獲地頭和領家寄進田地作為祭祀費用。 
天文22年8月14日（1553年9月21日），成功佔領東信地方的武田信玄向神社獻上安堵狀。永祿2年9月1日（1559年10月1日），信玄在與上杉謙信的決戰前向神社祈求勝利。永祿9年至永祿10年（1566年至1567年），信玄讓甲斐國、信濃國和上野國西部總共約200多人提交起請文，總共83種，後為《生島足島神社文書》的一部分。慶長6年8月11日和慶長13年6月13日（1601年9月7日和1608年7月24日）），神社先後獲真田信幸寄進寺社領40貫文以及神社建築費15貫。
- 長福寺
- 刻有國幣中社的社號標

元和9年（1623年），根據收錄於花月文庫內的《下之鄉五五貫文寺社領之帳》記載，長福寺、常光寺、神宮寺、龍泉寺、西林坊、南泉坊、京順坊和純良坊等寺院在上田藩仙石氏時期均附屬於神社。寶永3年（1706年），根據《下之鄉指出帳》記載，神社的領地達8貫730文，分為上之本社和下之本社兩個部分，本地別當均為神宮寺，各有8座神社建築，也有8座末社以及普賢堂和千手堂等8座堂宇，反映當時神佛習合的情況。下之本社擁有「諏訪大明神」的稱號，為諏訪神社，上之本社本來則沒有稱號，直至寬政11年（1799年）才由吉田家命名為生島足島神社。
1873年4月，神社獲列為縣社兼鄉社，1899年7月7日獲升為國幣中社，昇格紀念祭則在7月19日舉行。1948年9月30日，神社本廳制定「幹部和職員去留相關規定」（役職員進退に関する規程，《規程第15號》），神社列於其中第五條提到的「記載於別表的神社」（別表に掲げる神社）之內，即別表神社。

## 境內
根據《日本社寺大觀》記載，神社境內面積達4538坪（約15001.65平方），境外地則有1952坪（約6452.89平方），《神社名鑑》和《全國神社名鑒》均稱是6484坪（約21434.71平方），《式內社調查報告》則批指是33000平方米，其中神池佔3550平方米，社有林達4400平方米。此外，《角川日本地名大辭典》引述《長野縣史》的近世史料指是3554坪（約11748.76平方），官方出版的《生島足島神社概要》則稱在明治之後是3504坪（約11583.47平方）。
- 本殿
- 內殿平面圖
- 諏訪神社本殿
- 諏訪神社的門

本殿佔地9.7坪（約32.07平方），為切妻造建築，其內部建有原為本殿的內殿，建於天文年間（1532年至1555年），正面寬約3米，側面為4.8米左右，西面本來建有向拜，其建築模式僅見於此以及日前國懸神宮，1998年10月26日獲指定為長野縣寶。本殿的正對面建有攝社諏訪神社，由真田信之建於慶長15年（1610年），大工楝樑是宮坂勘四郎，為寬2.8米的一間社流造，屋頂原本是杮葺，建有向拜以及稱為「御門屋」的門，這種門常見於諏訪神社，為長野縣內同類型的門中最為古老，推測與本殿在同一時期建成，2002年3月28日獲指定為長野縣寶。
- 歌舞伎舞台
- 八幡社
- 子安社

- 十三社
- 秋葉社
- 荒魂社

諏訪神社的左邊建有歌舞伎舞台，根據氏子的口述歷史，建於明治元年（1868年），為切妻造建築，正面寬9間（約16.36），側面是6.5間（約11.82），為長野縣內規模最大的歌舞伎舞台，1874年至1884年時為小學，其後又用於集會和直會等等，1986年時曾經進行修理，將直徑約15尺（約4.55）的旋轉舞台等設備還原，同年8月25日獲指定為長野縣寶。此外，歌舞伎舞台內也展示有《生島足島神社文書》，1987年6月6日獲指定為重要文化財。
| 諏訪神社                             | 八幡神社                     | 子安社                    | 十三社       | 秋葉社     | 荒魂社                | 山宮社                | 御旅所社   |
| ------------------------------------ | ---------------------------- | ------------------------- | ------------ | ---------- | --------------------- | --------------------- | ---------- |
| 健御名方富命 八重事代主命 八坂刀賣命 | 譽田別尊 玉依比賣命 伊弉冊尊 | 木花開邪姬命 彥火瓊瓊杵尊 | 祓戶神十三神 | 軻遇突智神 | 生島荒魂神 足島荒魂神 | 健南方富命 八坂刀賣命 | 八坂刀賣命 |

## 祭事
| 1月  | 歲旦祭（1月1日） 荒魂社例祭（1月8日） 御筒粥卜神事（1月14日） 御筒粥卜奉告祭（1月15日） 蟇目鳴弦（1月15日） 蛙狩神事（1月15日） | 2月  | 節分追難祭（2月3日） 鬼遣撒豆（2月3日） 紀元節祭（2月11日） 神位祭（2月11日） 祈年祭（2月17日） 天長祭（2月23日）                           | 3月  | 秋葉社祭（3月16日）                                                                    |
| 4月  | 御移神事（4月18日） 諏訪大人還座祭（4月18日） 諏訪社例祭（4月19日） 御本社春季祭（4月19日） 御柱祭（虎年和猴年的4月中旬）       | 5月  | 山宮社例祭（5月10日） | 6月  | 御歲代田作（6月25日） 6月的大祓式（夏越之祓，6月30日）                                 |
| 7月  | 祇園祭（最後的星期日） 下之鄉三頭獅子舞奉納奉告祭（最後的星期日） 御歲代植苗祭（御田植神事，祇園祭翌日）                        | 8月  | — | 9月  | 田面神事（9月1日） 八幡社例祭（9月15日） 御本社例祭（9月19日）                         |
| 10月 | — | 11月 | 神井神事（11月1日） 上神井祭（11月1日） 下神井祭（11月1日） 御移神事（11月3日） 御籠祭 子安社例祭（11月4日） 新穀感謝祭（新嘗祭，11月23日） | 12月 | 十三社例祭（12月25日） 古神符守札燒納式（12月31日） 12月的大祓式（師走之祓，12月31日） |

- 神橋
- 神池

蟇目鳴弦是驅趕邪靈的神事，當天在本社朝東南西北以及天地作狀放箭，並且讓弓弦發出聲響，然後在神池邊朝東北方向的鬼門放與破魔矢同樣的鏑矢，從而驅趕邪靈。名稱中的蟇目源於箭頭的空心部分像蟇蛙的眼睛而來，鳴弦則是指讓弓弦發出聲響。蛙狩神事是驅趕青蛙的神事，青蛙由於被認為會破壞水田的堤壩，加上諏訪神社的祭神建御名方神被視為蛇的化身，蛇又被認為會生吞青蛙而來。祭事當天會以齒葉溲疏製的弓箭從神橋朝神池的東西兩邊放箭，作狀射蛙，隨後弓也會投進神池，使用齒葉溲疏製弓箭的理由則是相傳其能夠驅趕邪靈而來。
御移神事是指將建御名方富命的神體從籠殿移回諏訪神社的儀式，祭事當天會先關燈，並且由神職發出稱為警蹕的聲音來讓參加者心存敬畏，在打開本殿的門後，戴上木綿製假髮以及木綿製襷的禰宜和權禰宜會將神體轉移至神前的唐櫃，唐櫃也會蓋上帶有神紋的布，最後出發前往諏訪神社。在抵達諏訪神社後舉行諏訪大人還座祭，神職再次發出警蹕，並且開門讓神體回到諏訪神社，其後獻上神饌，涵蓋米、酒、鹽以及各種山珍海味，隨後先由禰宜奏上祝詞，並且以玉串行拜禮，接着則是神職和列席者代表。御籠祭則是反過來，將神體從諏訪神社遷移至籠殿，儀式與還座祭大同小異。其後，在內殿每週煮粥供奉予生島足島神，從11月3日起至4月13日為止的24次，加上12月31日和1月14日也會煮粥，因此總共獻粥26次。
- 御歲代御假殿
- 神樂殿

御歲代田作是指在稱為御歲代的神田播種，祭事當天會在御歲代御假殿恭迎祇園信仰眾神建御名方富命、建速素戔嗚命、豐受姬神、若宇加能賣能命、大年神、岡象女神和御年神至社殿，在修祓後舉行祇園天王降御祭，接着奏上祝詞以及獻上神饌，並且將種子供奉至神前。其後，禰宜將種子交給宮司，隨後由宮司在神田播種，最後將玉串供奉至御歲代御假殿，祇園眾神則會在祇園祭時返回神界。
下之鄉三頭獅子舞奉納奉告祭是由三頭獅子組成的舞獅，分別稱為青獅子、赤獅子男和赤獅子女，總共有8個項目，先後於本社和諏訪神社奉納。在奉納前，下之鄉三頭獅子保存會等一眾參加者會先接受祓，然後在本社以及諏訪神社進行玉串拜禮，參加者均來自下之鄉地區，最後在神樂殿會奉納浦安之舞。下之鄉三頭獅子1999年2月9日獲指定為上田市指定文化財。
- 上神井
- 下神井

田面神事是祈求驅趕農業害蟲以及傳染病的神事，在本社奏上祝詞、獻上神饌和進行玉串拜禮後，宮司、權禰宜和氏子總代等人會攜同在神前取得的弊串前往氏子地區內的六處農田，並且將弊串豎立於該處，然後行拜禮，弊串本身是指附有神札的串狀物。神井神事分為上神井祭和下神井祭兩部分，上神井位於本殿旁邊，下神井則在神樂殿附近，其井水每日用於神饌以及御籠祭時的粥等等，兩祭均有奏上祝詞、獻上神饌、玉串拜禮和眾人參拜等儀式，不同的地方在於上神井祭時會將上神井的井水倒進神池。
- 東鳥居
- 西鳥居
- 下之宮的一之柱

御柱祭是建御名方命為了生島神和足島神而舉行的祭事，為期三日，第一天是宵宮祭，將建御名方命轉移至神社以東的御旅所社。第二天是本大祭，當天從御旅所社出發返回神社，途中舉行大名行列，並且會拉曳四棵巨大的赤松，也就是御柱。與御旅所最接近的地方雖然是東鳥居，不過眾人會刻意繞道從西鳥居進入神社。最後一天是奉建祭，御柱分別會豎立於本社的東西以及諏訪神社的旁邊，各兩棵，其中本社的一之柱高約17米，下之宮的一之柱則豎立於神社的停車場旁邊直至下次御柱祭舉行為止。

## 註解
1. ↑  泥宮現為上田市本鄉[8]。
2. ↑  《日本歷史地名大系》和《角川日本地名大辭典》稱是天應元年（781年）[10][8]，《式內社調查報告》和神社官方稱是大同元年（806年）[9][12]。
3. ↑  也有可能是8月1日[22]。

## 外部連結
- . 生島足島神社.   [2023-12-18]. （原始内容存档于2024-02-27） （日语）.
- . 長野縣神社廳（日语：神社庁）.   [2023-12-18]. （原始内容存档于2023-12-18） （日语）.
- . mypl.   [2023-12-18]. （原始内容存档于2023-12-18） （日语）.
- . 鹽田平社區造營協議會. 2019-11-24  [2023-12-18]. （原始内容存档于2023-12-18） （日语）.
- . 上田市多媒體情報中心.   [2023-12-18]. （原始内容存档于2023-11-21） （日语）.
- . 上田市. 2021-12-17  [2023-12-18]. （原始内容存档于2023-12-18） （日语）.
- . 信州上田觀光協會.   [2023-12-18]. （原始内容存档于2023-12-18） （日语）.